# Merizocotyle pugetensis
Merizocotyle pugetensis är en plattmaskart. Merizocotyle pugetensis ingår i släktet Merizocotyle och familjen Monocotylidae. Inga underarter finns listade i Catalogue of Life.